# Hapoel Rishon LeZion (pallamano)
L'Hapoel Rishon LeZion è una squadra di pallamano maschile israeliana con sede a Rishon LeZion.

## Palmarès

### Titoli nazionali
- Campionato israeliano: 17 
  - 1987-88, 1989-90, 1990-91, 1993-94, 1994-95, 1995-96, 1996-97, 1997-98, 1998-99, 1999-00
  - 2000-01, 2002-03, 2003-04, 2007-08, 2012-13, 2014-15, 2017-18.

- Coppa di Israele: 13
  - 1988-89, 1989-90, 1990-91, 1991-92, 1992-93, 1993-94, 1994-95, 1995-96, 1996-97, 1997-98
  - 1998-99, 2000-01, 2011-12, 2014-15, 2015-16, 2017-18